# منتخب أنغولا تحت 20 سنة لكرة القدم
منتخب أنغولا تحت 20 سنة لكرة القدم هو ممثل أنغولا الرسمي في المنافسات الدولية في كرة القدم في فئة كرة قدم تحت 20 سنة للرجال
، يديريه اتحاد أنغولا لكرة القدم.